# Thomas Parr
Thomas Parr (¿1483? - 14 de noviembre de 1635) fue un inglés  supercentenario, que afirmaba haber vivido durante 152 años. A menudo se le llama, simplemente, Old Parr (Viejo Parr) u Old Tom Parr (Viejo Tom Parr).

## Biografía
Se dijo que Parr había nacido en 1483,[cita requerida] cerca de Shrewsbury, posiblemente en Wollaston. Se unió al ejército en 1500 y no se casó hasta que cumplió los 80 años. Tuvo dos hijos, quienes murieron en la infancia. Vivió gracias a una dieta, que, en general, incluía «queso des-lactosado y la leche en todas sus formas, pan duro, suero de leche agria, y, de forma esporádica, licor».[cita requerida] William Harvey escribió de él: «[...] En este registro se reconoce la razón de su larga edad: vivir en su casa, libre de cuidados; eso hizo a este pobre hombre alcanzar la longitud de tales días (los 152 años)».[cita requerida]
Parr, presuntamente, tuvo un romance cuando tenía alrededor de 100 años de edad, y fue padre de un niño nacido fuera del matrimonio. Después de la muerte de su primera esposa, se casó por segunda vez a la edad supuesta de 122. Debido a su, en teoría, avanzada edad, «Old Parr» se convirtió en una celebridad nacional y fue retratado por Rubens y Van Dyck. En 1635, Thomas Howard, conde de Arundel, visitó a Parr y lo llevó a Londres para presentárselo al rey Carlos I. Este preguntó a Parr qué había hecho para ser mayor que cualquier otro hombre, y este respondió que había realizado la penitencia (de no mantener relaciones sexuales) hasta la edad de 100 años.
Parr fue tratado como un espectáculo en Londres, pero su estancia en allí, así como su cambio de régimen alimentario, le llevaron a la muerte. El rey dispuso que fuera enterrado en la Abadía de Westminster, el 15 de noviembre de 1635. En la inscripción de su lápida se lee:

THO: PARR OF YE COUNTY OF SALLOP. BORNEIN AD: 1483. HE LIVED IN YE REIGNES OF TENPRINCES VIZ: K.ED.4. K.ED.5. K.RICH.3.K.HEN.7. K.HEN.8. K.EDW.6. Q.MA. Q.ELIZK.JA. &  K. CHARLES. AGED 152 YEARES.& WAS BURYED HERE NOVEMB. 15. 1635.
A: Thomas Parr, del Condado de Sallop. Nacido: en el año 1483. Vivió durante el reinado de diez príncipes, a saber: rey Eduardo IV, rey Eduardo V, rey Ricardo III, rey Enrique VII, rey Enrique VIII, rey Eduardo VI, reina María, reina Isabel I, rey Jacobo VI y rey Carlos I; edad 152 años; y fue enterrado aquí, el 15 de noviembre de 1635.

## Dudas sobre su edad
William Harvey (1578-1657), el médico que descubrió la circulación de la sangre, realizó una autopsia en el cuerpo de Parr. Los resultados fueron publicados en el libro De natura Ortu et sanguinis, de John Betts, como un documento adjunto. Se examinó su cuerpo y se encontraron todos sus órganos internos en perfecto estado. No había causa aparente de muerte que se hubiera podido determinar, y se suponía que había muerto, simplemente por la edad. Una interpretación moderna de los resultados de la autopsia indican que Thomas Parr probablemente no tuviera más de 70 años de edad. Un monumento en su honor se erigió en la Abadía de Westminster.
Una hipótesis probable es que los registros de Parr se hubiesen confundido con los de su abuelo, y, de hecho, Parr no recordaba acontecimientos reseñables del siglo XV. Por otra parte, el año de nacimiento de Parr (1483) fue el de Sir Thomas Parr, el padre de Catherine Parr, la esposa de Enrique VIII, lo que pudo contribuir a la leyenda de su avanzada edad.

## Datos culturales
- El poeta John Taylor escribió acerca de Parr en su poema de 1635: "El Viejo, viejo, muy viejo o la edad y la larga vida de Thomas Parr".[6]
- Un retrato de Parr se expone en la National Portrait Gallery de Londres.[7]
- Su historia apareció en el programa de televisión Beyond Belief!!, en la red estadounidense de televisión Nickelodeon, en 1992.
- El whisky escocés de marca Old Parr lleva su nombre, relata su nacimiento y afirma el año de su muerte en su etiqueta.[8]
- Parr ha sido utilizado como un ejemplo de los beneficios para la salud que supone una medicina natural a base de hierbas, que sirve para la limpieza del colon.[cita requerida]
- En la película de 1979 El campeón, una pequeña estatua de Parr hace comenzar una conversación entre un niño y su padrastro.
- La vejez de Parr se menciona en el libro Walden, de Henry David Thoreau.
- Parr se menciona en la novela Tiempo para amar, de Robert A. Heinlein.
- Bram Stoker hace referencia a Thomas Parr en Drácula.
- Parr es mencionado en el libro de Charles Dickens Dombey e hijo, en el capítulo XLI.
- Parr es mencionado también en el libro de Charles Dickens The Old Curiosity Shop, en el último capítulo, donde un caballo que vive una vida inusualmente larga se compara con Parr.
- Old Parr se menciona en el poema de Robert Graves Una casa de campo.
- Old Parr se menciona en la primera página de la novela de James Joyce Finnegans Wake, de 1939.[9]
- Mark Twain, en 1871, propuso por escrito realizar una "Autobiografía de Old Parr, el caballero que vivió hasta los 153 años de edad", pero, al parecer, nunca lo hizo.[10]
- Thomas Parr aparece en el libro Invierno sueco, de Matías Wiszniewer, en el cual el sabio francés René Descartes se lo encuentra en un pub londinense durante un fugaz viaje a esa ciudad en 1630.